# Afrixalus dorsalis
Коричнева бананова жаба (Afrixalus dorsalis), також відома як смугаста колюча очеретяна жаба, є представником родини Hyperoliidae. 

## Опис
Ці жаби мають світло-темно-коричневий колір із сріблясто-білим малюнком. Ці візерунки можуть включати трикутник на кінчику морди, велику смугу, що веде до паху, світлу пляму в поперековій області та/або 2 світлі плями на гомілці.

## Поширення і середовище проживання
Жаба зустрічається в Анголі, Камеруні, Республіці Конго, Демократичній Республіці Конго, Кот-д'Івуарі, Екваторіальній Гвінеї, Габоні, Гані, Гвінеї, Ліберії, Нігерії, Сьєрра-Леоне та, можливо, Того.
Її природними середовищами існування є субтропічні або тропічні вологі рівнинні ліси, субтропічні або тропічні вологі чагарники, субтропічні або тропічні сезонно вологі або затоплені низинні луки, прісноводні болота, періодичні прісноводні болота, сільські сади, сильно зруйновані колишні ліси, ставки, сезонно затоплювані сільськогосподарські угіддя та канали.

## Охорона
Усі види родини Hyperoliidae в регіоні перебувають під тиском руйнування середовища існування та збільшення людської популяції; крім того, тривалий період війни та нестабільності в Анголі перешкоджав регіональним зусиллям щодо збереження природи. Однак цей вид може бути одним із небагатьох, хто отримує вигоду від широкомасштабного знищення лісів, оскільки він легко адаптується і процвітає на луках і деградованих лісах.
У зразках, зібраних у національному парку Окому в Нігерії, було продемонстровано високу поширеність Batrachochytrium, грибка, що викликає хітрідіомікоз, який пов’язаний із зменшенням чисельності земноводних в інших місцях. 